# Ysieux
Der Ysieux ist ein kleiner Fluss, der im Norden von Frankreich überwiegend im Département Val-d’Oise der Region Île-de-France nördlich der Stadt Paris verläuft. Erst in seinem Mündungsbereich tangiert er auch das Département Oise in der Region Hauts-de-France.

## Geografie

### Verlauf
Der Ysieux entspringt einem kleinen See im nördlichen Gemeindegebiet von Marly-la-Ville, entwässert generell Richtung Nordwest durch den Regionalen Naturpark Oise-Pays de France und mündet nach insgesamt rund 15 Kilometern an der Gemeindegrenze von Asnières-sur-Oise und Boran-sur-Oise, die auch die Départementsgrenze bildet, als linker Nebenfluss in die Thève, die selbst kurz danach die Oise erreicht.

### Orte am Fluss
(Reihenfolge in Fließrichtung)
- Le Bois Maillard, Gemeinde Marly-la-Ville
- Le Vieux Fosses, Gemeinde Fosses
- Bellefontaine
- Le Plessis-Luzarches
- Lassy
- Thimécourt, Gemeinde Luzarches
- Chaumontel
- Moulin de Bertinval, Gemeinde Luzarches
- Moulin de Giez, Gemeinde Viarmes
- Abbaye de Royaumont, Gemeinde Asnières-sur-Oise

## Sehenswürdigkeiten
Im Unterlauf werden der Ysieux und ein Abzweigkanal von der Thève  namens Nouvelle Thève für die Bewässerung der ehemaligen Abtei von Royaumont – Monument historique – und ihrer Parkanlagen herangezogen.

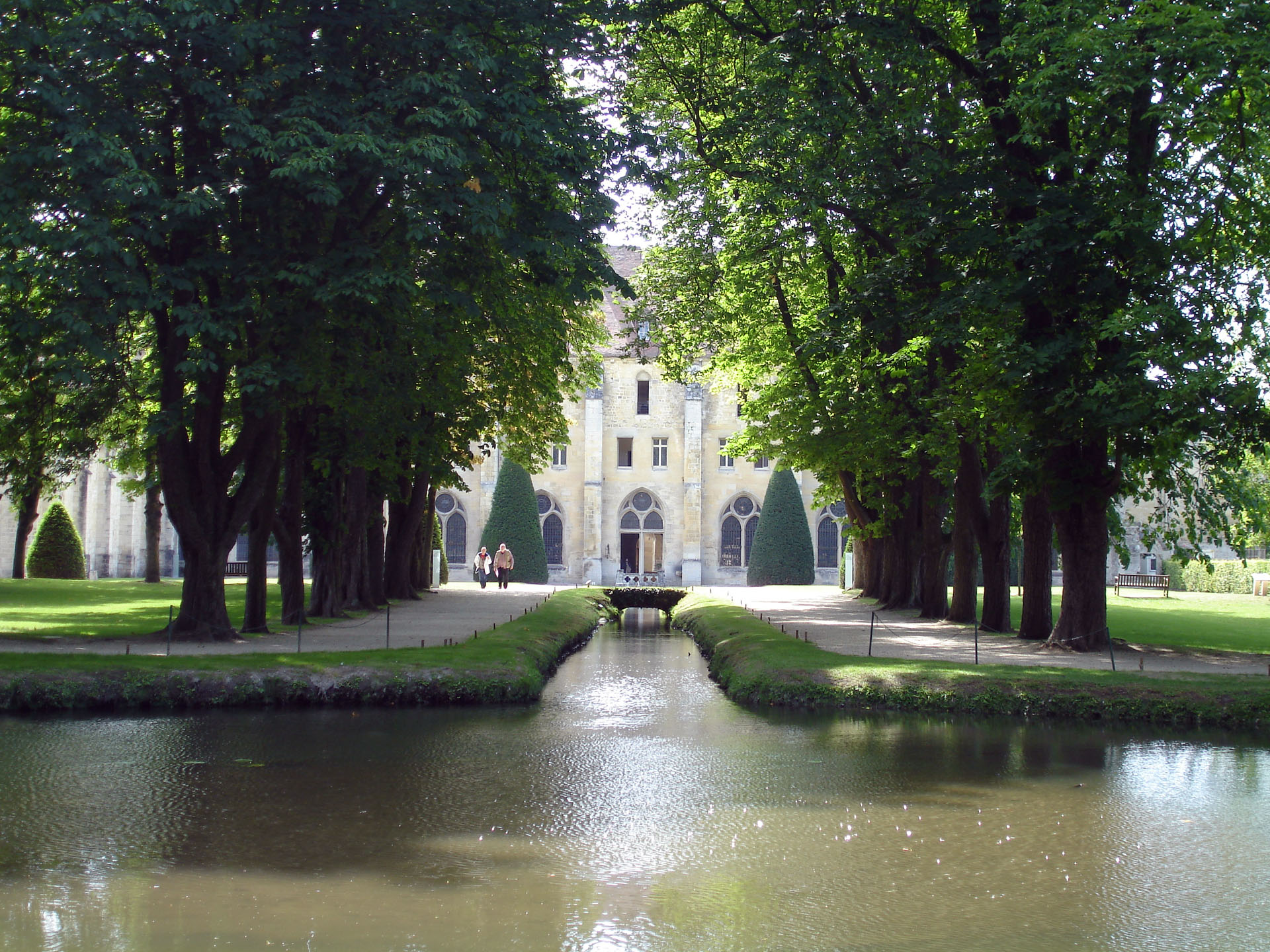
Abtei von Royaumont – Kanal und Bauwerk